# Карабилівка
Карабилівка (Карабилове) — рос. Карабиловка (Карабилово) — колишній хутір в Єлисаветградському повіті Новоросійської губернії, згодом в Олександрійському повіті Херсонської губернії.

## Походження назви
Назва хутора походить від прізвища першого жителя — засновника Герасима Карабила.
Ймовірно, прізвище Карабило походить від старого слова «карабеля», що означає «зігнута шабля» (словник Грінченка, 1908). Прізвище козацьке, трапляється дуже рідко.
Можливо, прізвище виникло окремо і походить від турецьких слів «kara» — «чорний», «темний» або «земля» та «belâ» — «біда», «нещастя». Також в тур. мові є слово «çara» (кара) — «догляд» + «bela» — «той, хто доглядав за нещасними». Інша версія — від латинських слів «caro» — «дорогий» і «bello» — «гарний».

## Історія
Вперше про родину Г. Карабила згадується в документі за 1780 рік — запис у метричній книзі с. Спасове на річці Боковій.
Карабилівка помилково вважалася першою назвою с. Бокове. Історію входження хутора в різні адміністративні одиниці Російської Імперії див. на сторінці с. Бокове.

Згідно з легендою хутір Карабилівка був заснований відставним капралом Герасимом Денисовичем Карабилом (*1721 — †18??). У своїх записках знавець минулого краю, житель села Бокове Сердюк Микола Павлович писав:
…на питання: коли виникло Бокове, дають перекази, які дійшли до нас від стариків, котрі зберегли спогади своїх пращурів. Ось приблизно одна з таких напівлегенд: «В другій половині XVIII століття вільний козак Карабило зі своєю родиною шукав зручне місце, де можливо було б заснувати хутір. Вирішив заночувати біля скіфського кургану, а ранком зайшов на курган і в проміннях сонця, яке сходило, за 2 версти побачив річку з високими вербами і очеретом на її берегах. Місце козаку сподобалось і тут він побудував хату. Почали прибувати інші козаки на поселення…». Так виник хутір Карабилівка, перша назва майбутнього села Бокове (по назві річки). Річка Бокова текла з півночі на південь, мала повороти. На її берегах виникали інші поселення, одні раніше, другі пізніше.
Перша згадка про назву Карабилівка знайдена в метричній книзі с. Варварівка за 1798 р.
На картах кінця XIX ст. на місці хутора позначка «Могила Карабила». Ймовіно, в середині XIX ст. нащадки Г. Д. Карабила переїхали з хутора в с. Бокове. У переліку населених пунктів Олександрійського повіту Херсонської губернії за 2-гу половину ХІХ ст. хутір Карабилівка не значиться.
20 квітня 2015 року на честь Г. Д. Карабила встановлено й освячено пам'ятну стелу в с. Бокове у 235-ту річницю від року заснування села.
Нині хутір Карабилівка не існує. На місці колишнього хутора, біля старого кургану, є невеличкі підвищення — залишки декількох хат та господарських будівель.